# Opistophthalmus nitidiceps
Espèce
Synonymes
- Opisthophthalmus breviceps Pocock, 1896

Opistophthalmus nitidiceps est une espèce de scorpions de la famille des Scorpionidae.

## Distribution
Cette espèce est endémique du Cap-Oriental en Afrique du Sud.

## Description
La femelle holotype mesure 81 mm.

## Publication originale
- Pocock, 1896 : On the species of the South-African scorpion Opisthophthalmus contained in the collection of the British Museum. Annals and Magazine of Natural History, sér. 6, vol. 17, p. 233–248 (texte intégral).